# 太武山
太武山，位於金門島中央，最高峰名為北(峰)太武山，海拔253公尺，為金門縣最高峰，又稱為北太武（與福建漳州的南太武為姐妹山），也是台灣小百岳之一。
太武山一帶已被列入金門國家公園的「太武山區」範圍內，包括毋忘在莒石埤、鄭成功觀兵奕棋處遊憩據點；海印寺石門關、魯王墓、邱良功墓園、蔡攀龍墓等古蹟；太武公廟、擎天廳等戰爭紀念建築。